# Brulhois
Le Brulhois /bryjwa/ (Brulhés /bry'ʎes/ en gascon) est une région naturelle de France principalement située dans la région Nouvelle-Aquitaine et le département de Lot-et-Garonne. Elle se trouve au nord de la Gascogne sur la rive gauche de la Garonne et fait face à l'Agenais.

## Toponymie
Il tire son nom de brogilo, un mot gaulois signifiant « talus, bordure », « taillis », « bord de rivière boisé ». Il recouvre toute la tranche des terres anciennement boisées entre Garonne et coteaux gascons.

## Géographie
Il est bordé par le pays d'Albret ou Néracais à l'ouest et la Lomagne au sud-est.

### Géologie
Le Brulhois est un pays de terrasses et coteaux fluviatiles bordant la Garonne.
C'est une région viticole où l'on produit le vin noir du Brulhois (appellation Côtes du Brulhois), un vin typique de la Gascogne élaboré avec les cépages Tannat, Cabernet-franc, Cabernet-sauvignon, Merlot, Côt et Fer Servadou.

### Les communes
La capitale historique du Brulhois est Laplume. Parmi les autres villes citons :

#### En Lot-et-Garonne
Sérignac-sur-Garonne, dont l'église possède un superbe clocher tors ; le bourg ecclésial de Sainte-Colombe-en-Bruilhois, c'est-à-dire qu'il s'est construit autour d'une église ; Brax ; Roquefort et sa Françounette, la petite Fadette du Bruilhois évoquée dans un célèbre poème de Jasmin ; Moncaut ; Marmont-Pachas ; Moirax et son prieuré clunisien ; Aubiac ; Estillac avec le château de Blaise de Monluc, cadet de Gascogne ; Montagnac-sur-Auvignon ; Montesquieu ayant appartenu à la famille Secondat, et qui a donné son nom au célèbre homme de lettres ; Cuq et son moulin à vent ; Fals ; Layrac et son prieuré ; Saint-Nicolas-de-la-Balerme ; Saint-Sixte ; la bastide de Caudecoste.

#### Dans le Gers
Gimbrède ; Sainte-Mère ; Saint-Antoine.

#### En Tarn-et-Garonne
Auvillar et sa halle circulaire ; la bastide de Donzac et son Musée de la ruralité ; Dunes, village martyr de 1944 ; Saint-Loup ; Sistels ; Saint-Cirice.

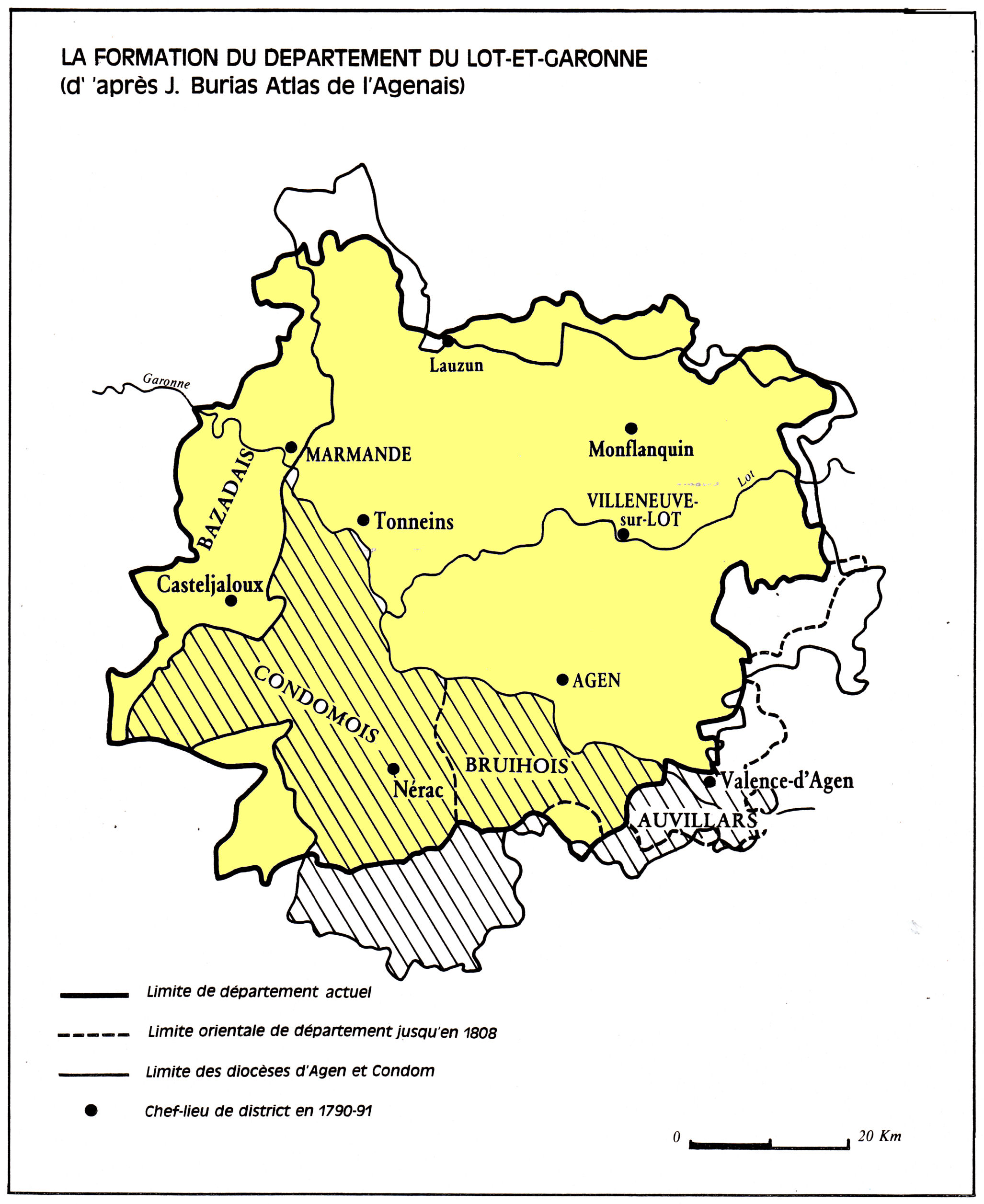
Région du Bruilhois.

## Histoire
Peuplé dès la préhistoire, le Brulhois a gardé des témoignages de l’âge du bronze moyen.
Il n'a pas échappé à l'expansion celtique du deuxième âge du fer.
La vicomté du Brulhois apparaît au Xe siècle (960 ?). Son histoire se confond avec celle de
- la Gascogne
- du Béarn à partir de 1134
- de l'Armagnac à partir de 1290
- du duché d'Albret à partir de 1515

Le Brulhois a beaucoup souffert des guerres de religion.
La vicomté de Bruilhois comprend pour certains auteurs les 28 juridictions suivantes :
- Aubiac, Estillac, Le Buscon, Baulens, Brax, Caudecoste (paréage entre le Roi et l'abbé de Figeac), Cuq (baronnie), Fals, Goulard (baronnie), Laplume (justice royale et capitale du pays), Moirax (dont le seigneur est le prieur), Plaisance, Moncaut, Montagnac (baronnie), Montesquieu (baronnie), Le Nom-Dieu (le seigneur est le commandeur de Malte du lieu), Le Pergain, Layrac (le seigneur est le prieur du lieu et l'abbé de Figeac), Ségougnac (baronnie), Roquefort (baronnie), Sainte-Colombe, Sérignac (baronnie), Saint-Loup, Le Saumont (vicomté), Taillac.
- Il faut la compléter par : Bax (qui rend hommage en 1611), Laroque (hommage en 1611), Manlèche (hommage en 1418), Montastruc (hommage en 1611), Plaissac (baronnie).

Alors que la sénéchaussée d'Agenais relevait du parlement de Bordeaux, le bailliage de Bruilhois était rattaché au parlement de Toulouse.

## Culture
Le Brulhois est de tradition gasconne. Pays de transition vers l'aire languedocienne (Guyenne), la langue gasconne commence à abandonner certains de ses traits.
Elle y garde néanmoins ses deux principales spécificités : le traitement de f en h et celui de -ellus/a en -eth / -era.